# Maurice Geldhof
Maurice Geldhof (Moorslede, 22 de novembre de 1905 - 26 d'abril de 1970) va ser un ciclista belga, professional entre 1927 i 1929. En el seu palmarès destaca una victòria d'etapa al Tour de França de 1927, edició que finalitzà en la 10a posició final.

## Palmarès
- 1927
  - 1r a la Marsella-Lió
  - Vencedor d'una etapa al Tour de França
- 1929
  - 7è a la Bordeus-París

### Resultats al Tour de França
- 1927. 10è de la classificació general. Vencedor d'una etapa
- 1928. Abandona (17a etapa)
- 1929. Abandona (13a etapa)